# HMS Effingham
L'HMS Effingham è stato un incrociatore pesante classe Hawkins della Royal Navy. Entrò in servizio a Portsmouth nel 1925, essendone stata sospesa per alcuni anni la costruzione dopo la fine della prima guerra mondiale nel 1918. Fu l'ultima nave della sua classe ad entrare in servizio. Prese il nome da Lord Howard di Effingham, uno dei comandanti della flotta che sconfisse l'Invincibile Armada nel 1587.

## Servizio attivo

### Anni Venti e Trenta
Tra il 1925 e il 1932 servì come nave ammiraglia dello Squadrone dell'Estremo Oriente, prima di diventare, al suo ritorno in patria, nave ammiraglia della riserva.
Tra il 1937 e il 1938 subì un radicale processo di modernizzazione che ne cambiò anche l'aspetto. Le caldaie vennero ridotte da 12 a 10 e un fumaiolo venne eliminato. L'armamento principale venne cambiato in nove pezzi da 6 pollici in installazioni singole. Ricevette anche quattro cannoni antiaerei in installazioni singole, modificati ulteriormente nel 1939 in due installazioni doppie. I tubi lanciasiluri vennero rimossi e venne impiantata una gru per la movimentazione dell'aereo da ricognizione, che però non venne mai imbarcato per la mancata installazione della catapulta. Modernizzazioni simili erano state previste anche per altre due navi della stessa classe, la Frobisher e la Hawkins ma allo scoppio della seconda guerra mondiale vennero prima rimandate e poi cancellate per trasferire le risorse necessarie su nuove classi di navi.

### Servizio durante la Seconda guerra mondiale e affondamento
Dopo essere tornata in servizio l'Effingham servì nel teatro Nordamericano e successivamente nelle Indie Orientali. Allo scoppio della guerra partecipò a missioni di pattuglia nell'Atlantico Settentrionale al largo dell'Islanda. Successivamente trasportò due milioni di Sterline in oro ad Halifax, in Canada. Tornando in patria partecipò alla caccia alle corsare tedesche nelle acque della Norvegia durante lo svolgimento della Campagna Norvegese. In questo periodo venne attaccata da un sottomarino tedesco senza essere colpita, continuando quindi nei suoi compiti di bombardamento delle posizioni tedesche sulle colline attorno a Narvik fino a maggio, quando prese parte alla scorta di un convoglio diretto a Bodø.
Il 17 maggio, navigando ad una velocità di 23 nodi colpì uno scoglio a solo un'ora dalla sua destinazione finale. L'ostacolo era ben conosciuto e segnato sulle carte ma per un caso un tratto della matita del navigatore aveva coperto proprio l'ostacolo sulla rotta della nave. Nell'incidente nessuno rimase ferito e il relitto venne affondato il 21 maggio con un siluro del cacciatorpediniere di scorta, il Matabele dopo la rimozione di tutti i documenti importanti e dell'equipaggiamento facilmente rimovibile. La nave rimase parzialmente visibile sul pelo dell'acqua e venne recuperata e demolita nel 1945 dopo la fine della guerra da Høvding Skipsopphugging. Sul luogo dell'affondamento rimasero quindi poche parti della nave più difficilmente recuperabili.
Durante il suo breve servizio nel conflitto ricevette due Battle Honours:
- Atlantic 1939-1940
- Norway 1940